# Émile Baudot

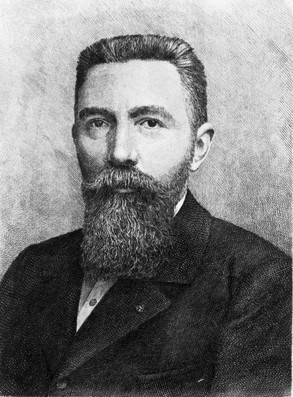
Émile Baudot

Jean-Maurice-Émile Baudot (Magneux (Haute-Marne), 11 september 1845 – Sceaux (bij Parijs), 28 maart 1903) was een Franse telegraaf-ingenieur en bedenker van de Baudotcode. Hij was een van de pioniers op het gebied van telecommunicatie. Met zijn code konden over een enkele verbinding drie telegrammen tegelijkertijd worden verzonden. Zijn zelfdrukkende telegraaf, de voorloper van de telex,  werkte met een asynchrone seriële verbinding. De eenheid baud is naar hem vernoemd.
In 1949 bracht de Franse Post een serie postzegels uit met zijn portret. Per ongeluk werd het geboortejaar 1848 weergegeven, in plaats van 1845. De postzegels werden hierna opnieuw uitgebracht met het juiste jaartal.